# Marc Nerlove
Marc Nerlove est un économiste et économètre américain, né le 12 octobre 1933 à Chicago et mort le 10 juillet 2024. Parmi ses travaux les plus connus on peut mentionner l'étude des retards dans les anticipations (anticipations adaptatives), le développement de méthodes modernes des séries temporelles et des données de panel et l'analyse du secteur agricole.
Ses estimations de fonctions de production utilisent pour la première fois la théorie et de la dualité. Nerlove a aussi développé avec Balestra une technique économétrique souvent utilisée dans le cas de données temporelles et transversales combinées. L’estimateur des moindres carrés généralisés proposé pour ces modèles à erreurs composées est appelé Balestra-Nerlove.

## Biographie
Nerlove est né en 1933 à Chicago, Illinois (États-Unis). De 1949 à 1952, il étudie à l'Université de Chicago. Il passe ensuite à l'Université Johns-Hopkins où il obtient son Ph.D avec une étude sur l'offre des produits agricoles.
Après une année à l'Université du Minnesota, il enseigne aux universités Stanford (1960-1965), Yale (1965-1969), de Chicago (1969-1974), Northwestern (1974-1982), de Pennsylvanie (1982-1993) et du Maryland.
Nerlove a été président de la Société d'économétrie en 1981. Il est membre de l'Académie américaine des arts et des sciences et de l'Académie nationale des sciences. Il a obtenu la Médaille John Bates Clark et est Distinguished Fellow de l'American Economic Association.

## Distinctions
- Médaille John Bates Clark 1969
- Docteur honoris causa de l'Université de Mannheim
- Docteur honoris causa de l'Université de Genève

## Principales publications
- " Adaptive Expectations and Cobweb Phenomena", Quarterly Journal of Economics, 1958, p. 227-240
- The Dynamics of Supply: Estimation of Farmers' Response to Price,  Baltimore, 1958
- "Spectral Analysis of Seasonal Adjustment Procedures", Econometrica, 1964, p. 241-286
- "Spectral Comparisons of Two Seasonal Adjustment Procedures," Journal of the American Statistical Association, 1965, p. 442-491
- Estimation and Identification of Cobb-Douglas Production Functions, Chicago, 1965
- "Pooling Cross-Section and Time-Series Data in the Estimation of a Dynamic Model: The Demand for Natural Gas", Econometrica, 1966, p. 585-612 (avec P. Balestra)
- "Experimental Evidence on the Estimation of Dynamic Economic Relations from a Time-Series of Cross Sections", Economic Studies Quarterly, 1967, p. 42-74
- "Further Evidence on the Estimation of Dynamic Economic Relations from a Time Series of Cross-Sections", Econometrica, 1971, p. 359-382
- "Lags in Economic Behavior", Econometrica, 1972, p. 221-251
- Analysis of Economic Time Series: A Synthesis, New York, 1979 (avec D.M. Grether et J.L. Carvalho)
- "On the Formation of Price Expectations: An Analysis of Business Test Data by Log-Linear Probability Models", European Economic Review, 1981, p. 103-138 (avec H. Koenig et G. Oudiz)
- "Expectations, Plans and Realizations in Theory and Practice," Econometrica, 1983, p. 1251-1279
- Household and Economy: Welfare Economics of Endogenous Fertility, New York, 1987 (avec A. Razin et E. Sadka)
- Essays on Panel Data Econometrics, New York, 2002